# 出血
出血（しゅっけつ、英語全般: bleeding、米国での専門用語: hemorrhage、英国での専門用語: haemorrhage）とは、血液が血管外に流出すること。血液の全成分がそのまま血管外に出ること。

## 概説
出血とは、血液が血管外に流出することであり、より厳密に言うと、血液の全成分が血管から出ることである。文献によっては「赤血球が血管外に出ること」としているものもある。これは、通常でも血管壁からは血漿や白血球は出入りしているため、これらの成分のみが血管から出入りする通常の場合は出血とは呼ばない、ということを（暗に）言おうとしているのである。
成立機序による分類として、血管の破綻による破綻性出血と、血管壁からの漏出による漏出性出血がある。
また血液が体外に出るものを外出血、組織内や体腔内に出るものを内出血と呼ぶ。
出血部位による分類としては、胃や食道からの出血は吐血、肺からは喀血、鼻からは鼻出血と呼び、そのほかに血尿、血便がある。ほかにも動脈性出血、静脈性出血、毛細血管性出血なども。

## 出血の種類
吐血
胃、食道からの出血
喀血
気管、気管支からの出血
下血
腸、尻からの出血
血尿
腎臓、膀胱からの出血
脳出血
脳内出血、くも膜下出血など
血胸
胸腔からの出血
血腹
腹腔からの出血
血心嚢
心嚢からの出血

## 失血死
急激な多量の出血では、血圧が急激に低下し、ショック状態に陥り死亡することがある（乏血性ショック）。標準体重の成人の概算では血液総量の1/2 、およそ1.5リットル以上を出血で失えば失血死を起こすとされている。